# 豐塞卡 (瓜希拉省)
豐塞卡是哥倫比亞的城鎮，位於該國北部，由瓜希拉省負責管轄，始建於1896年12月23日，面積662平方公里，海拔高度11.8米，2005年人口32,220，人口密度每平方公里37.39人。

## 外部連結
- （西班牙文） Fonseca official website
- （西班牙文） Gobernacion de La Guajira - Fonseca
- （西班牙文） mifonseca.com - Festival del Retorno in Fonseca

10°50′N 72°50′W / 10.833°N 72.833°W